# Stanisław Ernest Denhoff
Stanisław Ernest Denhoff (7 septembre 1679-2 août 1728), membre de la famille Dönhoff, hetman de Lituanie (1709), voïvode de Polotsk (1722).

## Sources
- Notices d'autorité :   - VIAF
  - GND

- (en) Cet article est partiellement ou en totalité issu de l’article de Wikipédia en anglais intitulé « Stanisław Ernest Denhoff » (voir la liste des auteurs).

- (pl) Cet article est partiellement ou en totalité issu de l’article de Wikipédia en polonais intitulé « Stanisław Ernest Denhoff » (voir la liste des auteurs).